# Lago Winnipeg
El lago Winnipeg es un gran lago de Norteamérica, situado en la provincia canadiense de Manitoba, a unos 55 km al norte de la ciudad de Winnipeg. Con una superficie de 24.400 km² es el mayor lago del sur de Canadá, y la cuenca fluvial pertenece a la zona menos desarrollada por el ser humano, lo que permite mantener una gran pureza en sus aguas y un importante valor ecológico y turístico.

## Hidrografía

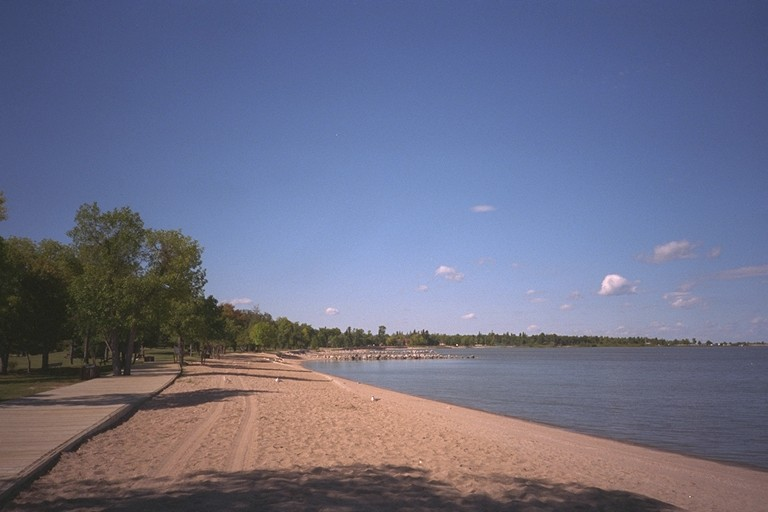
Playa de Winnipeg, Manitoba, a orillas del lago Winnipeg.

El lago Winnipeg es el quinto mayor lago de agua dulce de Canadá, superando incluso a los lagos Ontario y Erie en tamaño, si bien no es de gran profundidad (máximo 18,6 m). Es el undécimo mayor lago de agua dulce del mundo. Su zona este es una zona de bosques boreales y ríos y es candidata a ser en un futuro Reserva de la Biosfera. Es un lago alargado, de 416 km en distancia norte-sur, con playas arenosas, grandes acantilados, y en numerosas zonas existen cuevas. Hay varias islas en el lago, la mayoría sin desarrollar y vírgenes. Su potencial ecoturístico es enorme, y es de gran valor ecológico.
Su cuenca hidrográfica es de 984.200 km², y cubre gran parte de Alberta, Saskatchewan, Manitoba, noroeste de Ontario, Minnesota, y Dakota del Norte. 
El lago Winnipeg desagua hacia el norte en el río Nelson con una media de 2.066 m³/s, y forma parte de la cuenca fluvial de la bahía de Hudson, una de las mayores del mundo. Esta cuenca hidrográfica formó parte históricamente de la conocida como "Tierra de Rupert" cuando la Compañía de la Bahía de Hudson se puso en marcha a finales del siglo XVII.
Los lagos Winnipeg, Manitoba, y Winnipegosis se encuentran en la base de lo que era el prehistórico lago Agassiz. El área entre los lagos Winnipeg, Winnipegosis y Manitoba es conocida como la región Interlake, o Interlagos, y la región al completo es conocida como las Tierras Bajas de Manitoba.
A causa de su forma alargada y estrecha, el lago muestra una variedad de interesantes efectos en los vientos y las olas, como olas de hasta un metro en la orilla sur, proceso llamado marea de vientos. Ocurre cuando soplan vientos predominantes del norte, que ejercen una "presión" sobre la superficie del lago, y moviéndose las aguas superficiales hacia el sur. Conjuntamente se forman tormentas que causan erosión en las orillas del lago e inundaciones. 
Crecidas de más de 1 metro sobre el nivel normal del lago han sido registradas a lo largo de muchas de las playas recreativas del lago Winnipeg, y las correspondientes olas con su efecto de elevación han causado daños considerables, inundaciones y erosión en la costa. Las crecidas más grandes ocurren en el otoño, cuando los vientos del norte son más fuertes. Si el viento se para de repente, el agua sale disparada hacia el norte, entonces se agita de un lado para otro causando un proceso llamado seiching.

### Afluentes

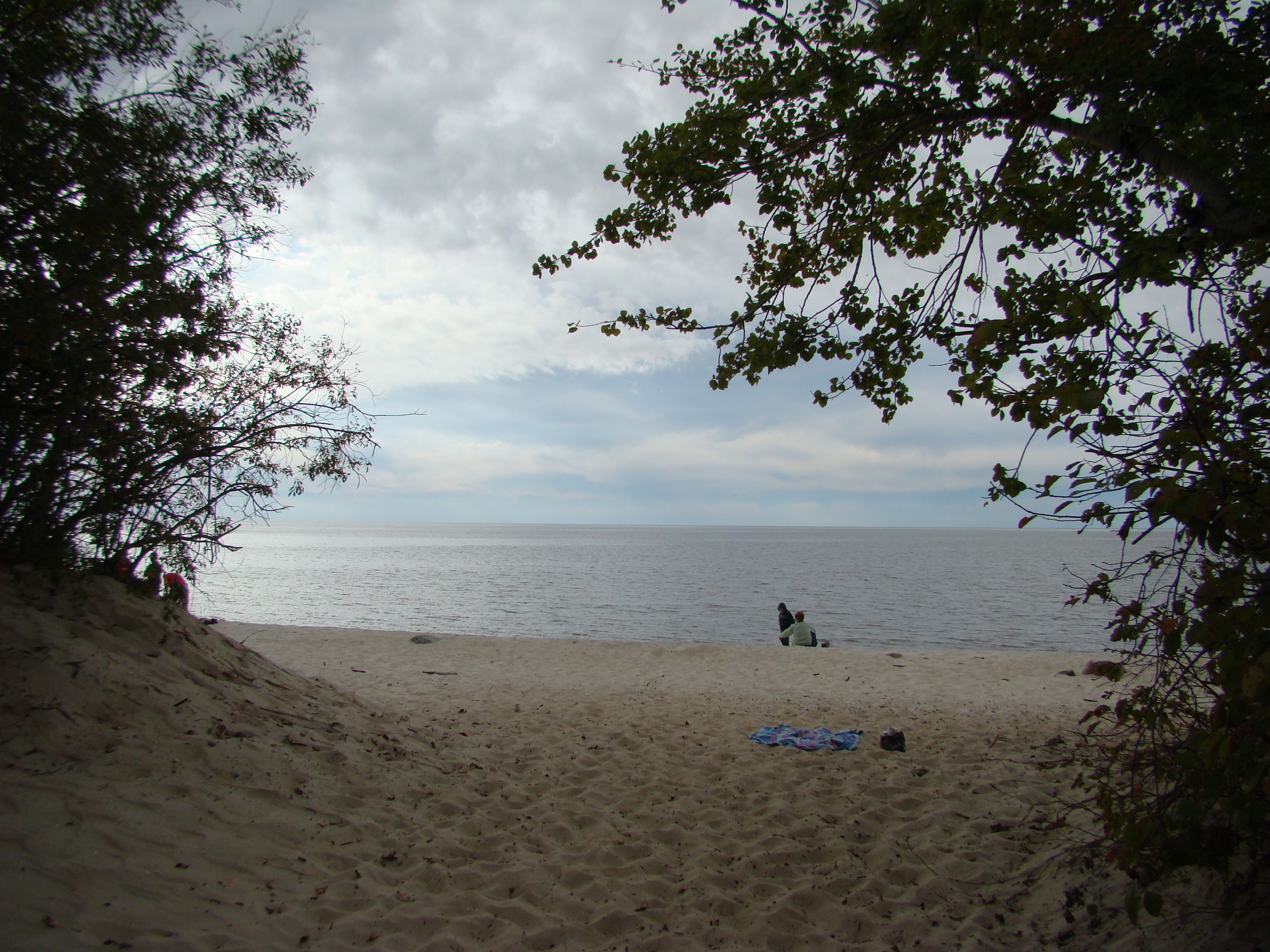
Una vista de lago, desde la playa Victoria.

Sus principales afluentes (ríos y lagos) son los siguientes:
- río Saskatchewan, de 547 km. Tiene en su cuenca a dos grandes ríos, el Saskatchewan Sur -Bow (1.392 km) y el Saskatchewan Norte (1287 km);
- río Rojo del Norte, de 877 km, que tiene como afluente al río Assiniboine (1.070 km);
- río Winnipeg, de 235 km, que desagua el lago de los Bosques, el río Rainy y el lago Rainy;
- lago Manitoba, que desagua el lago Winnipegosis;
- río Bloodvein;
- río Poplar;
- río Manigatogan.

## Fauna

### Peces
Los diversos hábitats encontrados dentro del lago sustentan un gran número de especies de peces, más que cualquier otro lago en Canadá al oeste de los Grandes Lagos. Se han identificado 69 especies nativas  en Manitoba en el lago. Las familias representadas incluyen las lampreas  (Petromyzontidae), esturión (Acipenseridae), los peces de ojos de luna (Hiodontidae), ciprínidos (Cyprinidae), Catostomidae, bagre (Ictaluridae), lucio (Esocidae), trucha y pez blanco (Salmonidae), trucha (Percopsidae), bacalao (Gadidae), espinosos (Gasterosteidae], cótidos  (Cottidae), centrárquidos (Centrarchidae), percas (Percidae), y corvinas (Sciaenidae).
Dos especies de peces presentes en el lago se consideran que están en riesgo, el Coregonus zenithicus (en inglés, shortjaw cisco) y el  Ictiobus cyprinellus  (en inglés bigmouth buffalo).
La trucha arco iris y la trucha marrón aparecen en las aguas de Manitoba debido a pesquerías provinciales como parte de un programa de repoblación para apoyar la pesca. Ninguna de las dos especies es capaz de sostenerse independientemente en Manitoba.
El Smallmouth bass (Micropterus dolomieu) fue identificado por primera vez en el lago en 2002, indicando que las poblaciones introducidas en otras partes de la cuenca están ahora presentes en el lago.
Se registraron especímenes de sand bass (Morone chrysops) por primera vez en el lago en 1963, diez años después de ser introducido en  en el lago Ashtabula en Dakota del Norte.
La Carpa común fue introducida en el lago a través del Río Rojo del Norte y están firmemente establecidos.

### Aves
El lago Winnipeg proporciona sitios de alimentación y anidación para una amplia variedad de aves acuáticas durante los meses de verano. 

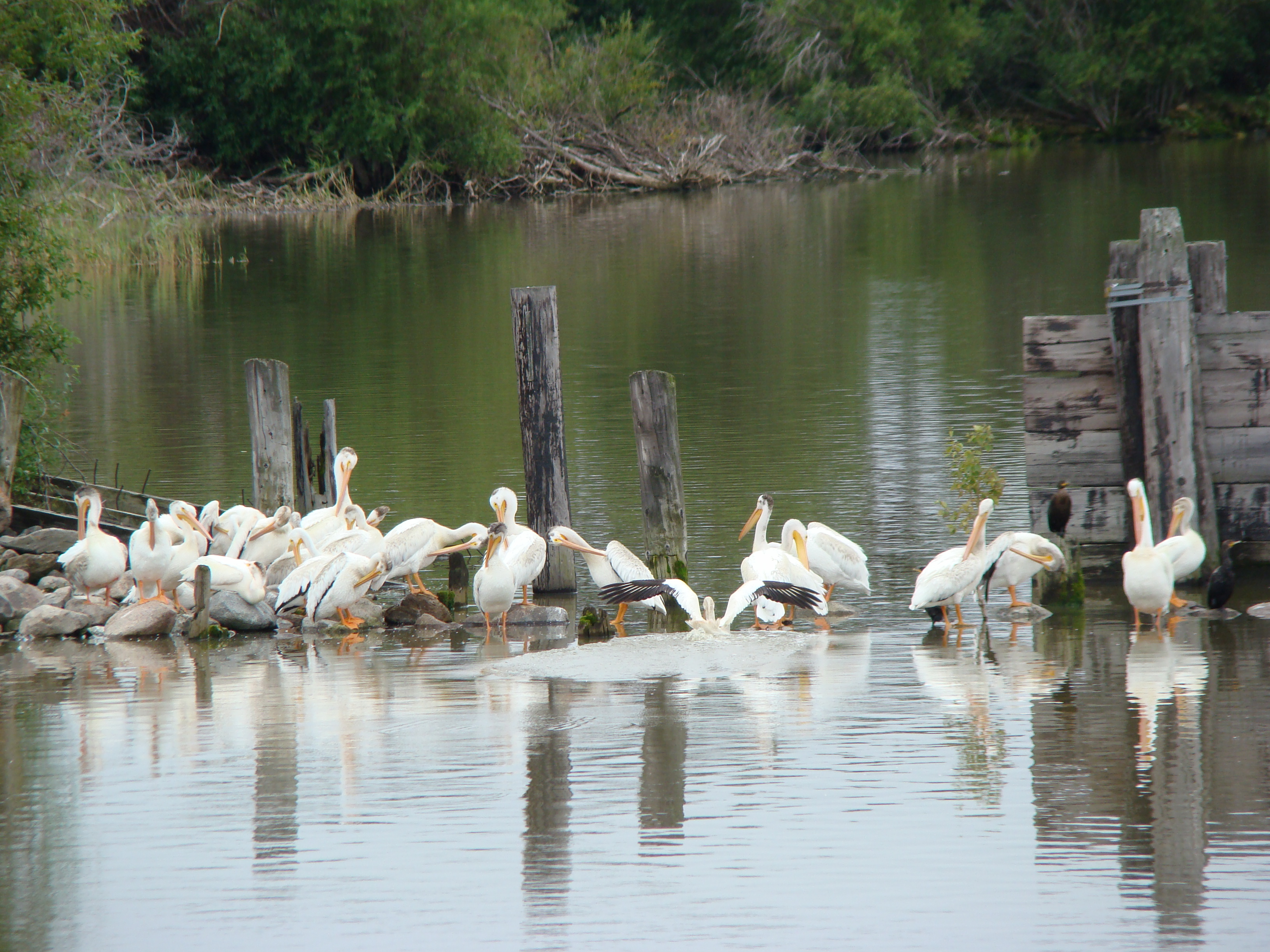
Un grupo de pelicanos blancos americanos cerca de la orilla, Parque Provincial Hecla-Grindstone.

Las islas aisladas y deshabitadas proporcionan sitios de anidación para las aves coloniales que anidan, incluyendo pelícanos, gaviotas y charranes. Grandes pantanos, orillas y poco profundas permiten a estas aves alimentarse con éxito a sí mismas y a sus crías. Las Pipestone Rocks se consideran un sitio globalmente significativo para los pelícanos blancos estadounidenses, Pelecanus erythrorhynchos. En 1998, se estima que un 3,7 % de la población mundial de esta ave en ese momento se contaba anidando en estos espacios rocosos.
El mismo sitio es significativo dentro de América del Norte para el número de aves acuáticas coloniales que utilizan el área, especialmente el charrán común. Otras áreas de anidación de importancia mundial se encuentran en la Gull Island y en la Sandhill Island, Little George Island y Louis Island. Las aves que anidan en estos sitios incluyen charrán común (Sterna hirundo), la pagaza piquirroja(Hydroprogne caspia) , la  gaviota argéntea americana (Larus smithsonianus), gaviota de Delaware (Larus delawarensis), el  cormorán orejudo (Phalacrocorax auritus) y el porrón bastardo (Aythya marila).
El lago Winnipeg tiene dos sitios considerados de importancia mundial en la migración de otoño. Grandes poblaciones de aves acuáticas y aves playeras utilizan las barras de arena al este de Riverton como zona de parada para la migración de otoño. La zona patanosa Netley-Libau Marsh, donde el río Rojo entra en el lago Winnipeg, es utilizado por gansos, patos y golondrinas para reunirse para la migración hacia el sur.
Una especie de chorlito playero (familia Charadriinae) en peligro de extinción, se encuentran en varios lugares alrededor del lago. Los Gull Bay Spits, al sur de la ciudad de Grand Rapids se consideran sitios de anidación de importancia nacional para esta especie.

## Áreas protegidas
- Beaver Creek Provincial Park (Manitoba)
- Camp Morton Provincial Park
- Elk Island Provincial Park
- Fisher Bay Provincial Park
- Grand Beach Provincial Park
- Hecla-Grindstone Provincial Park
- Hnausa Beach Provincial Park
- Kinwow Provincial Park
- Patricia Beach Provincial Park
- Sturgeon Bay Provincial Park
- Winnipeg Beach Provincial Park

## Cuestiones medioambientales
El lago Winnipeg sufre de cuestiones ambientales tales como una explosión en la población de algas, causada por cantidades excesivas de fósforo que se filtra  al lago, por lo que no absorbe suficiente nitrógeno. Los niveles de fósforo se acercan a un punto que podría ser peligroso para la salud humana.
El Global Nature Fund declaró el lago Winnipeg como el «lago amenazado del año» en 2013.
En 2015, hubo un gran aumento de mejillón cebra en el lago Winnipeg, cuya reducción es casi imposible debido a la falta de depredadores naturales en el lago. Los mejillones son devastadores que deterioran las expectativas ecológicas del lago.

## Historia

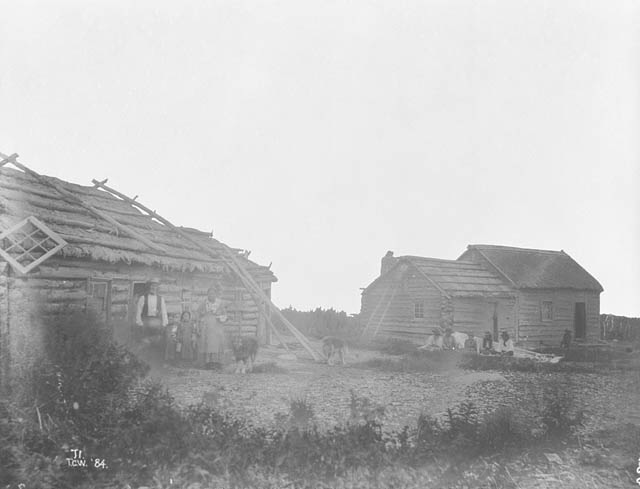
Un puesto de la Compañía de la Bahía de Hudson en el lago Winnipeg, sobre 1884.

Se cree que el primer europeo que vio el lago fue Henry Kelsey in 1690. Adoptó para el lago su nombre en idioma cree: wīnipēk (ᐐᓂᐯᐠ), que significa "aguas embarradas". Más tarde, la colonia del Río Rojo del Norte tomó el nombre del lago y pasó a llamarse Winnipeg, la capital de Manitoba.
El lago Winnipeg se encuentra era una de las rutas comerciales más antiguas de América del Norte que utilizaban la bandera británica. Durante varios siglos, se intercambiaban  pieles a lo largo de esta ruta entre la York Factory en la Bahía de Hudson (que era la sede de la Hudson's Bay Company) a orillas del lago Winnipeg y las Red River Trails hacia la confluencia de los ríos Minnesota y Río Misisipi en Saint Paul, Minnesota. Esta fue una ruta estratégica de comercio para el llamado Primer Imperio Británico. Con el establecimiento del segundo Imperio Británico después de la pérdida por Gran Bretaña de las Trece Colonias, se pudo producir un aumento significativo en el comercio a través del lago Winnipeg entre la Rupert's Land y los Estados Unidos.

## Orillas
Existen varias comunidades a orillas del lago, como son Grand Beach o Riverton. En la punta sur del lago hay buenas playas, adaptadas para el turismo.
El lago Winnipeg es una importante zona de pesca, y la zona sur es un importante área turística.

## Economía

### Transporte
Debido a su longitud, el sistema de agua del lago Winnipeg y el lago era una importante ruta de transporte en la provincia antes de que los ferrocarriles llegaran a Manitoba. Siguió siendo una importante ruta de transporte incluso después de que los ferrocarriles llegaran a la provincia. Además de las canoas aborígenes y los botes York, varios barcos de vapor recorrieron el lago, incluyendo el "SS Anson Northup", el "City of Selkirk", el "SS Colvile", el "SS Keenora", el "SS Premier", el "SS Princess", el "SS Winnitoba, el "SS Wolverine" y más recientemente el crucero de pasajeros "MS Lord Selkirk II" propulsado por gasóleo.

### Pesca comercial
El lago Winnipeg tiene importantes pesquerías comerciales. Su captura constituye una parte importante de $30 millones por año de la industria pequera de Manitoba. El lago fue una vez la principal fuente de Goldeye (Hiodon alosoides) en Canadá, por lo que a veces   a este pez de agua dulce se le llama el Winnipeg Goldeye. La perca walleye (Sander vitreus) y  otros peces blancos de agua dulce (Coregoninae) representan conjuntamente más del 90% de su pesca comercial.